# Comité Olímpico de Mauricio
El Comité Olímpico de Mauricio es el Comité Nacional Olímpico de Mauricio, fundado en 1971 y reconocido por el COI desde 1972.